# Capinans
Capinans, maleno pleme američkih Indijanaca koje Iberville 1699. nalazi zajedno s Biloxima i Pascagoulama u Mississippiju. Svih zajedno tada ih je bilo oko stotinu obitelji. Hodge smatra da bi mogli biti identični Moctobima, a prema Swantonu možda su ogranak Biloxija ili Pascagoula. Popisom koji daje Bienville (1725. ili 1726.) plemena Biloxi, Chatot, Capinans, Washa, Chawasha i Pascagoula imala su svega 251 mušku osobu. 

## Vanjske poveznice
- Capinans Indian Tribe History